# Bulbophyllum psittacoglossum
Bulbophyllum psittacoglossum es una especie de orquídea epifita  originaria de  	 Asia. 

## Descripción
Es una orquídea de pequeño tamaño, con hábitos epifita o litófita  con pseudobulbos reclinables, elipsoides, curvados hacia el ápice, agrupados cada uno con una red basal y llevando una sola hoja, apical, elipsoide, estrechándose abajo en la base peciolada conduplicada.  Florece a finales de primavera y principios del verano en una corta inflorescencia de 5 cm de largo, con 1-3 flores con brácteas acuminadas hacia la base.

## Distribución y hábitat
Se encuentra en el suroeste de Yunnan en China, Tailandia, Birmania, Laos y Vietnam en rocas en la sombra en laderas herbosas abiertas o en troncos de árboles en los bosques poco espesos a elevaciones de 1200 a 1700 metros.   

## Taxonomía
Bulbophyllum psittacoglossum fue descrita por Heinrich Gustav Reichenbach y publicado en Botanische Zeitung (Berlin) 21: 237. 1863.
Etimología
Bulbophyllum: nombre genérico que se refiere a la forma de las hojas que es bulbosa.
psittacoglossum: epíteto latino que significa "con lengua de papagallo".
Sinonimia
- Bulbophyllum affinoides Guillaumin
- Phyllorchis psittacoglossa (Rchb. f.) Kuntze
- Phyllorkis psittacoglossa (Rchb.f.) Kuntze
- Sarcopodium psittacoglossum (Rchb.f.) Rchb.f. ex Hook.[4][5]